# سده ۱۵ (قمری)
| سده‌ها: | سده ۱۴ - سده ۱۵ - سده ۱۶                          |
| دهه‌ها: | ۱۴۰۰ ۱۴۱۰ ۱۴۲۰ ۱۴۳۰ ۱۴۴۰ ۱۴۵۰ ۱۴۶۰ ۱۴۷۰ ۱۴۸۰ ۱۴۹۰ |

قرن ۱۵ قمری یا سده پانزده (قمری) در تقویم هجری قمری به فاصله سالهای ۱۴۰۱ تا ۱۵۰۰ قمری گفته می‌شود.